# Vilim V., vojvoda Akvitanije
Vilim Veliki (francuski: Guillaume le Grand) bio je francuski plemić koji je vladao kao akvitanski vojvoda (kao Vilim V.) i grof Poitoua (kao Vilim II.).
Vilimovi su roditelji bili Vilim IV. Akvitanski i njegova supruga Ema de Blois, kći Teobalda I.; Ema je poznata kao regentica Akvitanije.
Pobožan katolik i učen čovjek, Vilim Veliki poznat je po tome što se zalagao za mir u Europi te je osnovao opatiju Mailleazais i posjetio Rim.
Prva žena Vilima V. bila je Adalemoda; par je dobio nasljednika, Vilima VI. Sa svojom drugom suprugom, gospom Brisque od Gaskonje, Vilim je imao sina Oda, vojvodu Gaskonje.
Treća žena Vilima V. bila je Agneza, kći Otona Vilima, burgundskog vojvode. Agneza i Vilim V. imali su sinove Petra Vilima (Vilim VII.) i Gvida Gotfrida (Vilim VIII.) te kćer Agnezu, koja se udala za rimsko-njemačkoga cara.